# 球場前駅 (岡山県)
球場前駅（きゅうじょうまええき）は、岡山県倉敷市四十瀬にある、水島臨海鉄道水島本線の駅である。駅番号はMR1。

## 歴史

### 年表
- 1949年（昭和24年）4月19日：球場前停留所増設工事を開始[1]。
- 1949年（昭和24年）5月20日：開業[1][2]。
- 1952年（昭和27年）4月1日：倉敷市が水島工業都市開発から施設譲受し、倉敷市交通局の駅となる。
- 1970年（昭和45年）4月1日：水島臨海鉄道が倉敷市交通局から施設譲受し、水島臨海鉄道の駅となる。
- 1982年（昭和57年）：旧国道2号（現・国道429号）近くから0.5 km倉敷市駅寄りの現在地に移転する。

### 駅名の由来
倉敷運動公園内にある倉敷市営球場がその由来となった。元々は旧国道2号付近（倉敷市中島、倉敷市起点2.5km）にあったが後に移転したため、現在当駅近くにある施設は軟式野球場となっている。
ちなみに、倉敷マスカットスタジアムは中庄駅（JR山陽本線）が最寄り駅である。

## 駅構造
単式ホーム1面1線の地上駅。無人駅である。駅舎、待合室はなく、駅の一部に屋根がある程度。

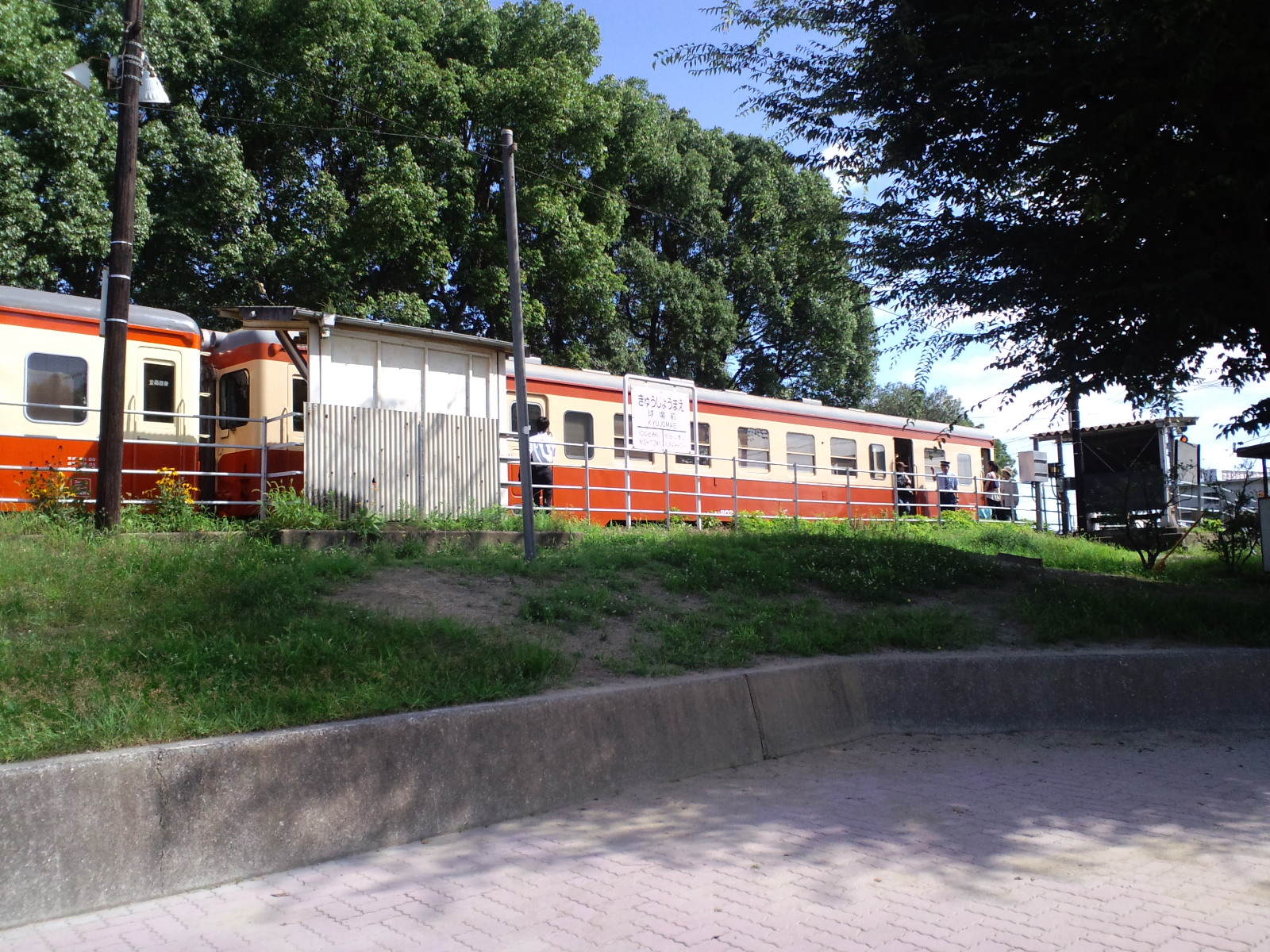
野球場側から撮影（2009年7月）

## 利用状況
1日平均乗車人員および乗降人員の推移は下記の通り。
| 年度   | 1日平均 乗車人員 | 1日平均 乗降人員 |
| ------ | ---------------- | ---------------- |
| 1999年 | 164              | 353              |
| 2000年 | 156              | 350              |
| 2001年 | 378              | 524              |
| 2002年 | 448              | 566              |
| 2003年 | 450              | 568              |
| 2004年 | 436              | 567              |
| 2005年 | 429              | 569              |
| 2006年 | 439              | 589              |
| 2007年 | 439              | 575              |
| 2008年 | 449              | 643              |
| 2009年 | 414              | 600              |
| 2010年 | 403              | 580              |
| 2011年 | 115              | 230              |
| 2012年 |                  |                  |
| 2013年 | 123              | 246              |
| 2014年 | 176              | 351              |
| 2015年 | 183              | 367              |
| 2016年 | 186              | 372              |
| 2017年 | 188              | 377              |
| 2018年 | 202              | 405              |
| 2019年 | 198              | 396              |
| 2020年 | 107              | 216              |
| 2021年 | 103              | 206              |
| 2022年 | 111              | 222              |

## 駅周辺
倉敷運動公園の東端にあり、駅東側を南部用水が流れる。運動公園の南側を国道429号（旧・国道2号）が通り、それに沿ってスーパーマーケット・飲食店・自動車ディーラー・学習塾などの店舗が建つ。駅付近には工場が点在するが、その近隣には民家が多く建つ。駅北側には県営住宅の中洲団地があり、その近隣には公立小学校と認定こども園がある。北側100mほどのところに山陽本線が通っているが、そちら側には駅はない。
- 倉敷運動公園[6]
  - 倉敷市営球場
  - 軟式野球場
  - 陸上競技場
  - テニスコート
  - ウエイトリフティング場
  - 弓道場
  - プール
  - 倉敷体育館
  - 倉敷武道館
- 倉敷電子工業
- トクラテック
- 中国化工
- 倉敷仁風ホスピタル[7]
- Aoi倉敷病院[8]
- 倉敷市立中洲小学校
- 和楽リビング倉敷中洲 - 老人ホーム
- 倉敷市立中洲認定こども園
- 国道429号（旧国道2号）
- 両備バス「沖」、「四十瀬球場前」停留所
- マルナカ 老松店

## 隣の駅
水島臨海鉄道
■水島本線
倉敷市駅（MR0） - 球場前駅（MR1） - 西富井駅（MR2）